# Malaysia International Series 2024
Die Malaysia International Series 2024 im Badminton fand vom 12. bis zum 17. November 2024 in Johor Bahru statt.

## Sieger und Platzierte
| Disziplin    | Gold                                         | Silber                   | Bronze                      |
| ------------ | -------------------------------------------- | ------------------------ | --------------------------- |
| Herreneinzel | Richie Duta Richardo                         | Liu Haoda                | Liu Haichao                 |
| Herreneinzel | Richie Duta Richardo                         | Liu Haoda                | Ong Zhen Yi                 |
| Dameneinzel  | Siti Zulaikha                                | Luo Shengxuan            | Guo Xinyi                   |
| Dameneinzel  | Siti Zulaikha                                | Luo Shengxuan            | Qiu Ziying                  |
| Herrendoppel | Emanuel Randhy Febryto Reza Dwicahya Purnama | An Jun Chen Chen Sihang  | Muhammad Faiq Lok Hong Quan |
| Herrendoppel | Emanuel Randhy Febryto Reza Dwicahya Purnama | An Jun Chen Chen Sihang  | E Hern Toh Wee Yee Tern     |
| Damendoppel  | Lin Fangling Zhou Xinru                      | Cheng Su Hui Lee Xin Jie | Lee Zhi Qing Sue Xin Tio    |
| Damendoppel  | Lin Fangling Zhou Xinru                      | Cheng Su Hui Lee Xin Jie | Hu Shenhan Luo Yi           |
| Mixed        | Shang Yichen Lin Fangling                    | Chen Sihang Zhou Xinru   | Hu Keyuan Luo Yi            |
| Mixed        | Shang Yichen Lin Fangling                    | Chen Sihang Zhou Xinru   | Wee Yee Tern Clarissa San   |